# Barris de la Ciutat de Luxemburg
Els barris de la Ciutat de Luxemburg (en luxemburguès: Quartieren, en francès: Quartiers, en alemany: Stadtteile) són la divisió administrativa més petita del govern local a la ciutat de Luxemburg, la capital i ciutat més gran en el Gran Ducat de Luxemburg.

## Llista dels barris
Actualment hi ha vint-i-quatre barris, que cobreixen el municipi de la ciutat de Luxemburg completament.

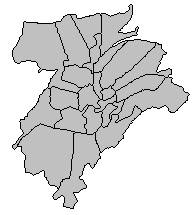
Els 24 barris de la Ciutat de Luxemburg varien considerablement en mida: llegat de l'expansió històrica dels límits de la ciutat.

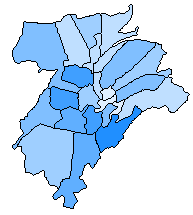
La població més densa als barris es reflecteix en to blau més fosc.

| Barri                       | Població (31-12-2017) |
| --------------------------- | --------------------- |
| Beggen                      | 3,653                 |
| Belair                      | 11,393                |
| Nord Bonnevoie-Verlorenkost | 4,200                 |
| Sud Bonnevoie               | 12,556                |
| Cents                       | 6,268                 |
| Cessange                    | 4,330                 |
| Clausen                     | 989                   |
| Dommeldange                 | 2,579                 |
| Eich                        | 2,820                 |
| Gare                        | 10,487                |
| Gasperich                   | 5,959                 |
| Grund                       | 950                   |
| Hamm                        | 1,456                 |
| Hollerich                   | 6,963                 |
| Kirchberg / Kiem            | 5,673                 |
| Limpertsberg                | 10,435                |
| Merl                        | 5,683                 |
| Muhlenbach                  | 1,942                 |
| Neudorf-Weimershof          | 6,177                 |
| Pfaffenthal                 | 1,251                 |
| Pulvermuhl                  | 361                   |
| Rollingergrund-Nord Belair  | 4,324                 |
| Ville Haute                 | 3,500                 |
| Weimerskirch                | 2,375                 |